# Barra Alegre
Barra Alegre é um distrito do município brasileiro de Ipatinga, no interior do estado de Minas Gerais. Segundo o censo demográfico de 2022, realizado pelo Instituto Brasileiro de Geografia e Estatística (IBGE), sua população era de 87 534 habitantes e havia 32 465 domicílios particulares permanentes ocupados. Possui área de 114,85 km² conforme a Fundação João Pinheiro (FJP).
De acordo com o IBGE, em 2010 a população era de 90 634 habitantes e havia 29 746 domicílios particulares.
A área do distrito abrange os bairros das regionais  V, VII, VIII e IX, além do Cidade Nobre (Regional III) e Taúbas (Regional VI), o que inclui parte do perímetro urbano e toda a zona rural municipal. Sua sede é representada pelo bairro homônimo. Este, por sua vez, possuía 2 035 habitantes e 733 domicílios particulares permanentes ocupados em 2022.

## História

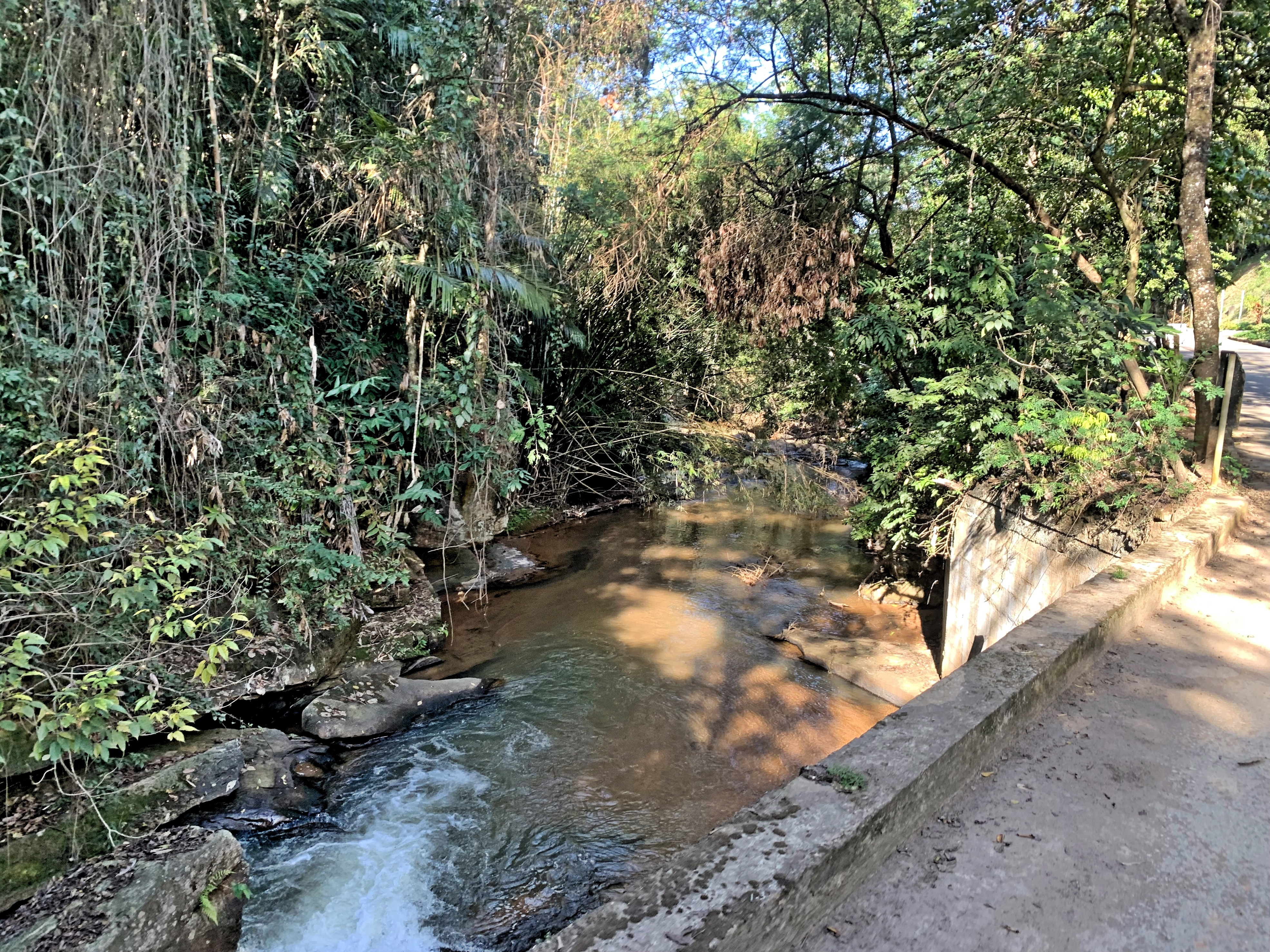
Ribeirão Ipanema na margem da Estrada do Ipaneminha

No início do século XX, José Fabrício Gomes tomou posse de terras na região de Barra Alegre com o objetivo de explorar madeira, o que foi uma das primeiras ocupações de forasteiros do atual município de Ipatinga. No entanto, o povoamento se originou de terras cedidas pela Arquidiocese de Mariana e apossadas por famílias pouco antes de 1920, ano em que já existiam cerca de 20 casas, uma escola e uma igreja na localidade. A princípio, o povoado se desenvolveu em função da agricultura e da pecuária. Uma estrada ligando Mesquita ao atual bairro Melo Viana, em Coronel Fabriciano, passava pelo local.
Barra Alegre era conhecido inicialmente como Pouso de Água Limpa, devido às águas limpas do ribeirão Ipanema e à grande quantidade de nascentes e cachoeiras da região. A criação do distrito de Barra Alegre foi aprovada pelo decreto-lei estadual nº 336, de 27 de dezembro de 1948, sendo então parte do município de Coronel Fabriciano, emancipado nesta mesma data. Sua fundação, no entanto, ocorreu em 25 de maio de 1950. Em 12 de dezembro de 1953, foi criado o distrito de Ipatinga, que se emancipou em 29 de abril de 1964. Com a emancipação, Barra Alegre foi incorporado ao atual município.
A instalação da Usiminas, na década de 1950, provocou um súbito crescimento populacional de Ipatinga na décadas seguintes. Esse aumento também foi observado em áreas afastadas do Centro e da Vila Operária, com o crescimento da zona urbana em áreas mais a norte e noroeste da cidade, aproximando-se do bairro Barra Alegre. A expansão do núcleo urbano do antigo povoado também foi intensificada na década de 2000, avançando sobretudo em direção a fundos de vales.

## Descrição
Apesar da área delimitada como distrito de Barra Alegre compreender uma rede de bairros relativamente integrados na zona urbana de Ipatinga, como Cidade Nobre, Esperança e Vila Celeste, o núcleo urbano do bairro de mesmo nome se formou de maneira isolada da cidade e faz limite com a zona rural. A área rural da localidade possui uma significativa quantidade de propriedades usadas para lazer, com presença de trilhas, cachoeiras e áreas de mata. Um ponto de referência do bairro é a Praça do Barra Alegre, denominada Praça Haroldo Fernandes Barbosa, que é usada como espaço de convívio pela comunidade. A Igreja Nossa Senhora da Conceição, por sua vez, representa a sede da comunidade católica local, que está subordinada à Paróquia São Pedro. Segundo o IBGE, a área do bairro Barra Alegre é considerada como favela e comunidade urbana.